# Casa de la Vila d'Altafulla
Casa de la Vila d'Altafulla és un monument del municipi d'Altafulla protegit com a bé cultural d'interès local. És un dels edificis més emblemàtics de la plaça del Pou, amb el porticat de la planta baixa que tanca el costat meridional de la plaça, i envoltada de casals senyorials.

## Descripció
La casa de la Vila d'Altafulla, té forma rectangular. Està construïda amb maçoneria i reforçada amb carreus als angles. Té dos pisos i unes golfes.
A la planta baixa hi ha un porxo de cinc arcs i un més a cada costat de l'edifici. Després d'aquest, apareixen tres portes cobertes amb arcs escarsers. La porta del centre té una inscripció al centre de l'arc amb la data 1802.
Al pis superior hi ha tres balcons que harmonitzen amb les tres portes del pis inferior i que estan rematats per arcs escarsers, damunt el balcó central apareix una inscripció amb el nom de la vila: Altafulla i a sota l'escut de la vila.
Als costats del pis superior apareixen dos balcons, un a cada costat que repeteixen el ritme del pis inferior. El pis superior, de les golfes, està rematat per ulls de bou allargassats.
L'Ajuntament està situat en plena plaça, que és força oberta i airosa, però les condicions de la qual no són les millors: seria recomanable una bona restauració de tan singular edifici.